# Бэла (опера)
«Бэла» — опера в 4 действиях, 7 картинах, поставленная в 1946 году. Либретто написано Ю. Стреминым по мотивам романа М. Лермонтова «Герой нашего времени». Музыка А. Александрова.

## История
29 ноября 1946 года в Большом театре состоялась первая постановка оперы на сцене филиала. Оформлением декораций занимался художник В. Дмитриев. Он создал на сцене романтичную атмосферу: висящие в воздухе мостики, скалы, снежные вершины. Балетмейстер Б. Борисов, хормейстеры А. Рыбнов, Л. Савва, дирижёр К. Кондрашин, режиссёр Б. Покровский. Последний раз опера демонстрировалась 11 мая 1947 года, всего спектакль прошел 12 раз. Причина, по которой опера была снята с репертуара, неизвестна.

## Действующие лица
- Бэла — Е. Кругликова
- Печорин — Г. Большаков
- Максим Максимыч — С. Красовский
- Казбич — П. Лисициан
- Азамат — Н. Синицын
- Духанщина — А. Щербакова
- Князь, отец Бэлы — В. Соловьев
- Митька — В. Шевцов
- Первый солдат — М. Новоженин
- Второй солдат — Л. Маслов
- Танцы: Невеста — А. Джалилова
- Танцы: Жених — Г. Тарабанов[1].

## Либретто
Бэлу видят на свадьбе её сестры джигит Казбич и русский офицер Печорин. Брат Бэлы Азамат предлагает Казбичу свою сестру в обмен на коня. Печорин подстерегает девушку и похищает её. Он говорит Бэле о своей любви к ней. Печорин и Бэла получают плохие новости — оказывается, Казбич убил князя, отца Бэлы. Печорин чувствует свою вину из-за произошедшего и говорит, что готов пожертвовать ради девушки своей жизнью. Через какое-то время Печорин охладевает к Бэле и ищет новых приключений. Казбич похищает девушку во время охоты. Печорин преследует их и в итоге находит смертельно раненную Бэлу.